# Comtat de Maden
El Comtat de Maden fou una jurisdicció feudal del Sacre Imperi Romanogermànic establerta en temps de l'emperador Otó I, un dels feus hessians resultants de la preponderància dels conradians a la regió, que el 1118 fou reconegut com a feu a l'arquebisbat de Magúncia. Del comtat de Maden es va desenvolupar en un període de 250 anys el Landgraviat de Hessen.

## Aparició
Després de la mort del duc Eberard de Francònia de la casa dels Conradians en la batalla prop d'Andernach el 23 d'octubre de 939, el ducat dels conradians, que incloïa el Hessengau, va desaparèixer. Els membres restant de la família o van morir o van perdre a poc a poc els seus comtats i es va nomenar comtes-administradors reials designats per l'emperador. Sota la Dinastia Otoniana com també sota la Dinastia Sàlica els comtat dels Hessengau foren administrats per comtes de famílies diferents designats primer pel rei però que van construir amb el pas del temps dominis territorials hereditaris. A aquestos dominis comtals hessians pertanyien entre altres l'Hessengau al nord al voltant de Fritzlar, l'Oberlahngau (al voltant de Marburg), el Niederlahngau (Weilburg, Limburg an der Lahn, el Wettergau), el Niddagau (Friedberg, Bad Homburg vor der Höhe, el Kinziggau, el Theingau (Wiesbaden, Darmstadt, el Maingau, el Oberrheingau (Heppenheim, Bürstadt), l'Erdagau (al districte actual de Lahn-Dill), el Gotzfeldgau a Hessen del sud, l'Ittergau (Itter i Diemelgebiet), i el Perfgau (al voltant de Breidenbach). Famílies comtals conegudes ja en l'època post-carolíngia eren els Gozmar a l'Eder superior (que eren probablement els avantpassats dels comtes posteriors de Reichenbach i de Ziegenhain), els Thiemos (o Tiemos) al Lahn Superior i Eder (probable els avantpassats dels comtes de Wittgenstein-Battenberg), i els Gisos al Lahngau superior que heretaren més tard Maden governaven a la zona.

## Hessengau i el comtat de Maden
L'àrea del comtat de Maden o bé Maden-Gudensberg abraçava particularment les comarques de Fritzlar, Kassel, Spangenberg, Melsungen, Homberg an der Efze i Rotenburg an der Fulda. A l'àrea de domini del comtat pertanyien de tant en tant també les fundacions religioses de Fritzlar, Weilburg i Worms, els monestirs de Breitenau, Hasungen i Kaufungen, l'advocacia d'Hersfeld i el domini de Bilstein al Werra.
Després de la mort l'any 1020 del comte Dodicó, comte a l'Hessengau, Ittergau i Nethegau, la propietat revertia al rei Enric II que va donar la part del nord saxona de la província d'Hessengau al Bisbat de Paderborn mentre la part del sud (a Francònia) anava a Tammó o Thankmar.
Sis anys més tardà, el 1027, el rei Conrad II concedia al seu seguidor suabi Werner de Winterthur la part de Francònia del Hessengau que aquest va administrar en endavant com a comte Werner I. Vegeu comtat de Gröningen. Werner era, des de vers 1024, advocat o defensor (protector) de Kaufungen; el 1027 va rebre els dominis comtals a Maden, al Lahngau i al Neckergau al nord del Hessen, territoris que eren força importants; fou també el porta estendard de l'emperador, càrrec hereditari en la seva família (primicerius et more signifer regis) al que anava lligat el castell de Gröningen o Grueningen; va exercir aquesta posició sota Enric III (1028-1053). Hauria heretat el comtat de Winterthur a Suàbia, a la mort del seu pare Adalbert el 1030. En la campanya contra Bretislav I de Bohèmia va caure en una emboscada i va morir en batalla el 23 d'agost de 1040 junt al seu fill Luitfrid i altres nobles i soldats. Estava casat amb Irmgarda possible filla d'Eberard IV de Nellenburg (segons Europäische Stammtafeln, germana del comte Eppó o Eberard, de la casa dels comtes de Nellenburg) i va tenir quatre fills: Adalbert (II) (+1053) que el va succeir al comtat de Winterthur a Turgòvia; Luitfrid, mort combatent junt amb el seu pare (1040); Herman (+1065), abat d'Einsiedeln, i Werner II que el va succeir a Maden i al Neckargau residint als castell d'Oberburg a Gudensberg i adoptant aquest nom pel comtat (comtat de Gudensberg) si bé aquest territori els tenia en feu de l'arquebisbat de Magúncia (a qui havien estat concedits en temps d'Otó I); va adquirir també la batllia de Weilburg. El 1052 va anar a Itàlia amb el seu germà Adalbert II de Winterthur, i els dos van morir en batalla a Civitate, a la Pulla, el 18 de juny de 1053; els dos germans dirigien 600 soldats alemanys (de Suàbia) els únics contingents no italians de l'exèrcit del Papa Lleó IX (del que eren parents) que fou derrotat pels normands.
Werner II fou el pare de Werner III; era menor d'edat quan el pare va morir i a Maden va exercir la regència la seva mare mentre que el seu parent Eberard IV de Nellenburg (cosí del seu pare) va esdevenir (temporalment ?) comte al Neckergau. Va arribar a la majoria d'edat el 1061 i llavors Werner III va tenir, juntament amb l'arquebisbe Adalbert de Bremen, una influència considerable sobre el jove rei jove Enric IV (1053-1105) però va morir assassinat en un tumult a Ingelheim el 24 de febrer de 1065, quan només tenia uns 25 anys, deixant un fill de 5 anys, Werner IV. Per remarcar que era porta estendard hereditari de l'imperi, Werner III va adoptar el nom de comte de Gröningen (o Grueningen), el primer a adoptar aquest nom, perquè el castell d'aquest nom anava vinculat al càrrec.
Werner IV tenia amplis dominis que el seu pare havia engrandirt entre 1061 i 1065 quan va adquirir la batllia d'Ohm-Lahn (Weilburg), Grosslinden - al sud-oest de Giessen -, i Homberg a la zona de l'Ohm, governant a Fritzlar, Rotenburg, Spangenberg, Melsungen i Homberg al Efze amb propietats al Neckargau i el protectorat sobre monestirs i fundacions religioses (com Fritzlar, Hasungen, Kaufungen, Breitenau), al Lahngau, i a la regió de Lorch i Worms. Va abandonar els títols de comte de Maden i de Gudensberg i va utilitzar el de comte de Gröningen (o Grueningen). La part sud de la batllia de l'Ohm-Lahn va passar als comtes de Gleiberg i el nord de la batllia als comtes de Bilstein. Willibirga d'Achalm va exercir la regència als dominis de l'Hesen i el cosí del seu pare Eberard IV de Nellenburg va esdevenir el seu tutor; va adquirir possessions al sud d'Alemanya en el repartiment de l'herència que es va formalitzar entre els germans Luitold d'Achalm i Cunó de Wuelflingen (fundadors de l'abadia de Zwiefalten) i Werner IV (tractat tripartit dit de Bempflinger). Va morir un 22 de febrer segurament del 1121, sense fills mascles (tenia una filla però va morir jove abans que el seu pare), quan era el comte més poderós de la regió de Hessen. No obstant el comtat de Maden havia passat el 1118 a ser un feu de l'arquebisbe de Magúncia.
Després de la mort de Werner IV el comtat va passar a Gisó IV de la nissaga dels Gisos que tenien extenses propietats al Lahngau. Gisó IV va abandonar el títol de comte de Gröningen i va agafar el de comte de Gudensberg; va morir al cap d'un any i el va succeir el seu fill Gisó (V) a la mort del qual el 1137 la seva germana, Hedwigis de Gudensberg, que estava casada amb el landgravi Lluís I de Turíngia, que va heretar el comtat incloent Maden, que va aportar al seu marit i a la casa de Turíngia. El comtat de Gudensberg o Maden fou administrat generalment per un germà més jove del landgravi. Llavors foren comtes Enric Raspe I, Enric Raspe II, Enric Raspe III i Conrad Raspe de Turíngia). Amb l'extinció dels comtes-landgravis de Turíngia a la mort d'Enric Raspe IV el 1247 l'antic comtat de Maden-Gudensberg va passar a conseqüència de les Guerres Turíngies al fill de la neboda d'Enric, Sofia de Brabant, que fou proclamat el 1247 com a Enric I de Hessen. El 1292 el landgravi Enric va assolir la immediatesa per Manden i Gudensberg que així van quedar separats de l'arquebisbat de Magúncia que en tenia els drets feudals.

## Comtes
- Werner I de Maden † 22 d'agost de 1040
- Werner II de Maden i Gudensberg † 18 de juny de 1053
- Werner III de Gudensberg i Gröningen † 22 de febrer de 1065
- Werner IV de Gröningen † 1121
- Gisó IV de Gudensberg † 1122
  - Cunegunda de Bilstein, regent de Gisó V
- Gisó V de Gudensberg † 1137
- Lluis I de Turíngia, comte de Gudensberg † 1140 casat amb Hedwigism (filla de Gisó IV i de Cunegunda de Bilstein)